# Hayden Norris
Hayden Norris, né le 21 août 2002 à Stafford, est un coureur cycliste britannique, spécialiste des épreuves de vitesse sur piste.

## Biographie
Hayden Norris pratique le cyclisme depuis 2014. En 2020, à 18 ans, il termine troisième de la vitesse par équipes aux championnats nationaux, avec Harry Ledingham-Horn et Ed Lowe. En 2021, il devient champion d'Europe de vitesse par équipes espoirs (moins de 23 ans) avec Alistair Fielding, Hamish Turnbull et James Bunting. Il est également médaillé d'argent sur le kilomètre. L'année suivante, il remporte à nouveau le titre de champion d'Europe de vitesse par équipes espoirs (avec Marcus Hiley et James Bunting) et il termine troisième du kilomètre. 
En août 2022, lors des Jeux du Commonwealth, il est sixième du kilomètre et se fait rapidement éliminer du tournoi de vitesse et du keirin. L'année suivante, il décroche le bronze sur la vitesse du championnat d'Europe espoirs.
En 2024, il est champion de Grande-Bretagne du keirin et de vitesse par équipes avec Ed Lowe et Harry Ledingham-Horn. En juillet, lors du championnat d'Europe espoirs, il décroche trois médailles, dont le titre sur le kilomètre. En octobre 2024, il participe à ses premiers mondiaux élites. Il se classe quatrième de la vitesse par équipes, après une défaite face à l'équipe japonaise avec une marge de 0,445 secondes,.
En février 2025, il est médaillé de bronze de la vitesse par équipes aux championnats d'Europe de Heusden-Zolder, aux côtés de Harry Radford et Harry Ledingham-Horn.

## Palmarès sur piste

### Championnats du monde
| Édition / Épreuve | Keirin | Vitesse par équipes |
| Ballerup 2024     | 23e    | 4e                  |

### Coupe des nations
- 2023
  - 3e de la vitesse par équipes à Milton

### Championnats d'Europe
| Épreuve / Édition        | Kilomètre | Keirin | Vitesse | Vitesse par équipes |
| Apeldoorn 2021 (espoirs) | Argent    |        | 10e     | Or                  |
| Granges 2021             | 11e       |        |         |                     |
| Anadia 2022 (espoirs)    | Bronze    |        | 6e      | Or                  |
| Anadia 2023 (espoirs)    |           | 8e     | Bronze  |                     |
| Anadia 2024 (espoirs)    | Or        |        | Argent  | Argent              |
| Heusden-Zolder 2025      |           |        |         | Bronze              |

### Championnats de Grande-Bretagne
- 2020
  - 3e de la vitesse par équipes
- 2022
  - 2e de la vitesse par équipes
- 2023
  - 2e de la vitesse par équipes
- 2024
  -  Champion de Grande-Bretagne du keirin
  -  Champion de Grande-Bretagne de vitesse par équipes